# Élections législatives roumaines de 1957
Des élections législatives ont lieu en Roumanie le 3 février 1957, pour élire les 437 membres de la Grande Assemblée nationale de Roumanie.

## Résultats
| Inscrits                     | Inscrits                 | Inscrits                 | 8 399 416  |             |                       |                       |
| Abstentions                  | Abstentions              | Abstentions              | 738 385    | 8,79 %      |                       |                       |
| Votants                      | Votants                  | Votants                  | 7 661 031  | 91,21 %     |                       |                       |
|                              |                          |                          |            |             |                       |                       |
| Bulletins enregistrés        | Bulletins enregistrés    | Bulletins enregistrés    | 7 661 031  |             |                       |                       |
| Bulletins blancs ou nuls     | Bulletins blancs ou nuls | Bulletins blancs ou nuls | −3 879 370 | −50,64 %    |                       |                       |
| Suffrages exprimés           | Suffrages exprimés       | Suffrages exprimés       | 11 540 401 | 150,64 %    | 437 sièges à pourvoir | 437 sièges à pourvoir |
|                              |                          |                          |            |             |                       |                       |
| Liste                        | Tête de liste            |                          | Suffrages  | Pourcentage | Sièges acquis         | Var.                  |
| Front démocratique populaire | Néant                    |                          | 11 424 521 | 99 %        | 437 / 437             |                       |
| Contre                       | Néant                    |                          | 115 880    | 1 %         |                       |                       |